# Happy (canção de Michael Jackson)
"Happy" é uma canção gravada por Michael Jackson para a gravadora Motown em 1973. A música foi lançada no seu álbum Music & Me.
A canção não foi lançada como single no Reino Unido até 1983. 

## Desempenho nas paradas musicais
| Parada musical (1973)          | Posição |
| ------------------------------ | ------- |
| Reino Unido - UK Singles Chart | 52      |
| Austrália - ARIA Singles Chart | 31      |